# Cabias
Los Cabias o Cavas son una etnia coahuilteca extinta actualmente descubierta en el año de 1690 durante la expedición de La salle. Se ubicaba en los alrededores de la región de La Salle, en Texas.